# 오토미노카타 (도쿠가와 이에나리의 생모)
오토미노카타 (일본어: お富の方 おとみのかた[*])는 에도 막부 제 10대 쇼군 도쿠가와 이에하루 시기의 오쿠죠츄이며, 고산쿄 히토츠바시가 당주 도쿠가와 하루사다의 측실이다. 11대 쇼군 도쿠가와 이에나리의 생모이다。. 「幕府祚胤伝」에서는 이름이 오토미(於登美)로 쓰여있다.

## 생애
아버지는 이와모토 마사토시이다. 어머니는 오오쿠 오토시요리 우메다의 양녀이다. 이와모토가는 원래는 키슈번의 키슈 도쿠가와가를 섬겼고, 도쿠가와 요시무네의 쇼군가 계승 시에 따라간 키슈계 막신 집안이었다.
메이와 원년 (1764년), 혼마루 오오쿠에 올라갔다. 안에이 원년 (1772년) 3월, 도쿠가와 하루사다의 요청에 의해, 히토츠바시 저택으로 옮겨 츄로가 되었다.
안에이 2년 (1773년) 10월 5일, 토요치요 (이에나리)를 낳았다.
토요치요는 덴메이 원년 (1786년) 윤5월 18일, 10대 쇼군 이에하루의 양자가 되었다. 이 양자 결연은 하루사다가 오토미와 관계가 깊은 타누마 오키츠구나 오오쿠 토시요리 오오사키 등에게 토요치요의 쇼군가 후계 옹립을 부탁한 결과, 오오쿠의 지지로 결정되었다고 한다. 같은 해 10월 경, 토요치요와 그 약혼자 시게히메는 에도성 니시노마루에 들어갔다.
덴메이 6년 (1786년)에 이에하루가 사망하자, 이듬해에 이에나리가 11대 쇼군이 되어, 시게히메는 미다이도코로로서 니시노마루에서 혼마루로 이동해 살았다. 오토미는 쇼군 생모가 되었지만, 남편인 하루사다가 오토미보다 장수했기 때문에, 시게히메와 함께 혼마루 오오쿠에 들어가지 않고, 히토츠바시 저택에서 하루사다 곁에서 지냈다.
분카 14년 (1817년) 5월 8일, 사망했다. 토에이잔 칸에이지 료운인에 매장되었다. 법호는 자덕원종선교성대자(慈徳院種善教成大姉) (지토쿠인도노(慈徳院殿)).이다.

### 사후
분세이 11년 (1828년) 2월 1일, 종2위에 추증되었다.

## 자녀
(출처 : 「一橋徳川家記」)
- 장남 : 도쿠가와 이에나리
- (이설 있음) 3남 : 쿠로다 나리타카 - 『간세이중수제가도(寛政重修諸家譜)』에서는 생모가 마루야마씨로 되어있다[8].
- 4남 : 도쿠가와 유우노스케 - 요절
- 6남 : 도쿠가와 나리아츠

## 참고문헌
- 堀田正敦等, 편집. (1965년 1월 30일), 〈巻第425〉, 《寛政重修諸家譜》 第七 新訂판, 続群書類従完成会, NDLJP:2985853
- 〈徳川幕府家譜〉, 《徳川諸家系譜》 第一, 続群書類従完成会, 1970년 7월 30일, NDLJP:12211158
- 〈幕府祚胤伝〉, 《徳川諸家系譜》 第二, 続群書類従完成会, 1974년 8월 30일, NDLJP:12211157
- 《徳川諸家系譜》 第三, 続群書類従完成会, 1979년 3월 25일, NDLJP:12207381